# Königlich Hannöversche Staatseisenbahnen
Die Königlich Hannöverschen Staatseisenbahnen bestanden von 1843 bis zur Einverleibung des Königreichs Hannover in das Königreich Preußen im Jahre 1866, in Folge des Deutschen Krieges.
1866 ging das Schienennetz mit einem Umfang von 800 Kilometern auf den preußischen Staat über.

## Geschichte, Bauphasen und Teilstrecken
Die Regierung in Hannover ließ seit 1835 Fragen zum künftigen Eisenbahnbetrieb im Königreich durch den Generalquartiermeister Pratt bearbeiten, reagierte aber zögerlich auf alle Anfragen. 1837 erschien in Hannover das Buch Beitrag und nähere Beurteilung einer Eisenbahn-Anlage in der Richtung von Hannover–Celle–Harburg von Georg Ferdinand Glünder. Am 13. November 1837 schloss das Herzogtum Braunschweig einen Staatsvertrag ab, um die Strecke Braunschweig–Wolfenbüttel über hannoversches Staatsgebiet bis Harzburg zu verlängern. Erst 1838–1840 entwickelte sich der Eisenbahngedanke so weit, dass ernsthaft eine Kreuzbahn entworfen wurde, um braunschweigische Strecken nach Hildesheim und Celle zu verlängern – dafür wurde beim Dorf Lehrte ein Kreuzungspunkt gefunden. Am 22. Februar 1841 und 22. August 1842 wurden dazu Staatsverträge geschlossen. Das Königreich Preußen wünschte um 1840 eine Bahnverbindung von Berlin oder Magdeburg zu seinen Provinzen Rheinland und Westfalen, die über braunschweigisches und hannoversches Gebiet realisiert werden konnte. 1841/1842 wurden entsprechende Staatsverträge geschlossen, in denen es Hannover und Braunschweig überlassen wurde, in eigener Regie eigene Strecken zu realisieren oder Preußen mit dem Bau einer solchen Bahn als Privatbahn zu beauftragen.
1842 wurde eine Eisenbahn Commission gegründet, die die Verbindung von Lehrte nach Minden als hannoversche Staatsbahn realisieren sollte. Am 13. März 1843 wurde diese durch die neu gegründete Eisenbahn-Direction in der Residenzstadt Hannover abgelöst. Am 22. Oktober 1843 konnte die erste Zugfahrt im Königreich vom provisorischen Endpunkt am Steintor in Hannover nach Lehrte aufbrechen.
1866 wurde das Königreich Hannover preußisch und die Eisenbahnverwaltung in Hannover wurde zu einer preußischen Eisenbahndirektion Hannover.

### Kreuzbahn
Der Begriff „Kreuzbahn“ entstand durch den Willen König Ernst August I., einen zentralen Bahnhof in Hannover zu verhindern. Die Strecken führten deshalb in Lehrte kreuzförmig zusammen. So konnte sich dort ein bedeutender Eisenbahnknotenpunkt entwickeln.
Die Regierung des Königreichs Hannover hatte den Bau von Staatsbahnen zunächst übernommen, da sich für die zuerst projektierten Bahnstrecken von Hannover über Lehrte nach Peine an der Grenze zum Herzogtum Braunschweig, von Lehrte nach Celle und von Lehrte nach Hildesheim keine privaten Geldgeber fanden.
Die erste Strecke über 16 Kilometer Länge von Hannover über Misburg nach Lehrte wurde am 22. Oktober 1843 eröffnet. Die Fortsetzung in Richtung Braunschweig folgte am 1. Dezember 1843 bis zur Landesgrenze bei Peine; dort schloss am 19. Mai 1844 die Herzoglich Braunschweigische Staatseisenbahn an, der fast ein Drittel der nun insgesamt 60 Kilometer langen Verbindung der beiden Residenzstädte gehörte. Am 15. Oktober 1845 folgte Lehrte–Celle und am 12. Juni 1846 schließlich Lehrte–Hildesheim.
Von dieser Kreuzbahn ausgehend wurden folgende weitere Strecken unter der Führung der am 13. März 1843 eingerichteten Direction der Königlich Hannöverschen Eisenbahn gebaut:
Die Bahnstrecke Lehrte–Celle wurde über Uelzen und Lüneburg nach Harburg verlängert und am 1. Mai 1847 zunächst eingleisig eröffnet. Das zweite Gleis wurde im Laufe der 1850er und 1860er Jahre abschnittsweise gelegt. Nach Fertigstellung der Hamburger Elbbrücken 1872 konnte über die Bahnstrecke Wanne-Eickel–Hamburg der Venloer Bahnhof auf dem Grasbrook in Hamburg erreicht werden.
Am 15. Oktober 1847 folgte die Bahnstrecke Hannover–Minden mit Anschluss an die Stammstrecke der Köln-Mindener Eisenbahn-Gesellschaft.

### Bremer Bahn

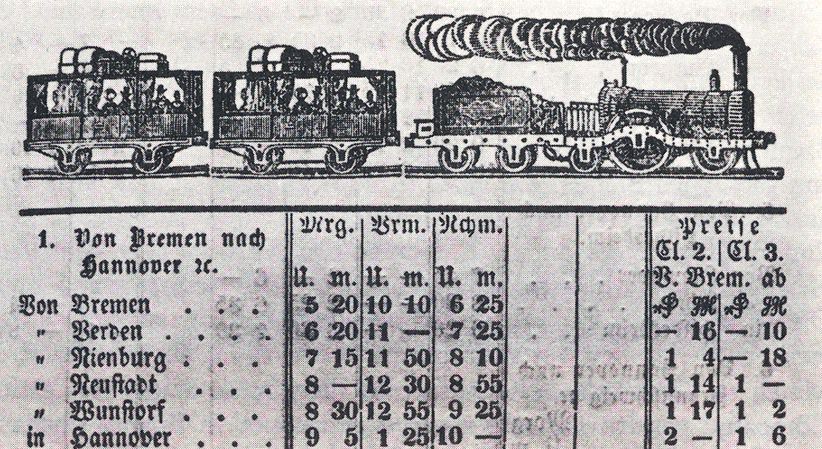
Fahrplan für die Zugverbindung von Bremen nach Hannover aus dem Jahre 1854

Entgegen preußischen Wünschen wurde die gemeinschaftlich mit dem Land Bremen finanzierte Bahnstrecke nach Bremen nicht direkt von Minden, sondern vom hannoverschen Wunstorf aus gebaut. Am 12. Dezember 1847 wurde die Strecke Wunstorf–Bremen eröffnet. Durch die politischen Ereignisse der Jahre 1848/49 (Märzrevolution) verzögerte sich der weitere Ausbau des Schienennetzes im Königreich Hannover.

### Hannöversche Südbahn
- 1. Mai 1853:		Hannover–Alfeld
- 15. September 1853:	Verbindung Nordstemmen–Hildesheim
- 31. Juli 1854:	Verlängerung Alfeld–Kreiensen–Göttingen
- 8. Mai 1856:		Göttingen–Hannoversch Münden (Siehe dazu: Dransfelder Rampe)
- 23. September 1856:	Hannoversch Münden–Kassel

Bei der Bauplanung wirkte ab 1847 der Architekt und Ingenieur Rudolph Berg mit.

### Hannoversche Westbahn
Das gemeinschaftlich mit Preußen vereinbarte Projekt einer Bahn von Löhne an der Köln-Mindener Eisenbahn über Osnabrück nach Emden kam erst nach langwierigen Verhandlungen über den Verlauf der Strecke und einen Anschluss an das Eisenbahnnetz der Niederlande zustande.
Schließlich einigte man sich auf die heutige Streckenführung von Löhne über Osnabrück ins preußische Rheine, das gleichzeitig von Münster aus einen Anschluss durch die Königlich-Westfälische Eisenbahn-Gesellschaft erhielt, und von dort über Salzbergen nach Leer und Emden. Der Anschluss an das niederländische Bahnnetz erfolgte vom Hannoverschen Salzbergen über Bentheim nach Oldenzaal. Am 24. November 1854 wurde der erste Abschnitt Emden–Papenburg fertiggestellt.
- 21. November 1855: 	Eröffnung Löhne–Osnabrück
- 19./20. Juni 1856: 	Gesamtstrecke über Rheine bis Emden
- 18. November 1865: 	Salzbergen–Oldenzaal

### Bahnstrecke Bremen–Bremerhaven
Am 23. Januar 1862 erfolgte wieder gemeinschaftlich mit Bremen die Verlängerung der Bremer Strecke bis Geestemünde/Wesermünde (heute Bremerhaven).

### Elbe-Trajekt
Am 15. März 1864 schließlich wurde nach langen Verhandlungen die Strecke Lüneburg–Hohnstorf an der Elbe errichtet, gleichzeitig die Lauenburg-Hohnstorfer Elb-Traject-Anstalt eingerichtet, die eine Verbindung zur Strecke Lauenburg–Büchen der Berlin-Hamburger Bahn auf der anderen Elbeseite herstellte.

### Harz
Die Strecke Vienenburg–Goslar befand sich ebenfalls im Eigentum der Hannöverschen Staatseisenbahnen, wurde aber durch die Herzoglich Braunschweigische Staatseisenbahn betrieben. Die Strecken Göttingen–Arenshausen und Northeim–Ellrich wurden erst nach dem Übergang der Hannöverschen Staatseisenbahnen nach dem Krieg von 1866 an Preußen fertiggestellt.

## Werkstätten
Das erste sogenannte Werkstattlokal der Hannöverschen Staatseisenbahnen, das die Reparatur- und Werkstattarbeiten für Lokomotiven und Wagen der im Aufbau befindlichen Eisenbahnstrecke Berlin–Magdeburg–Hannover–Minden–Köln ausführen sollte, war am 1. Juni 1842 am Schiffgraben in Hannover gegründet worden, wurde aber beim Bau der Central Station Hannover (dem heutigen Hauptbahnhof Hannover) auf dessen Nordseite am heutigen Raschplatz verlegt.

## Übergang der Staatsbahn an Preußen

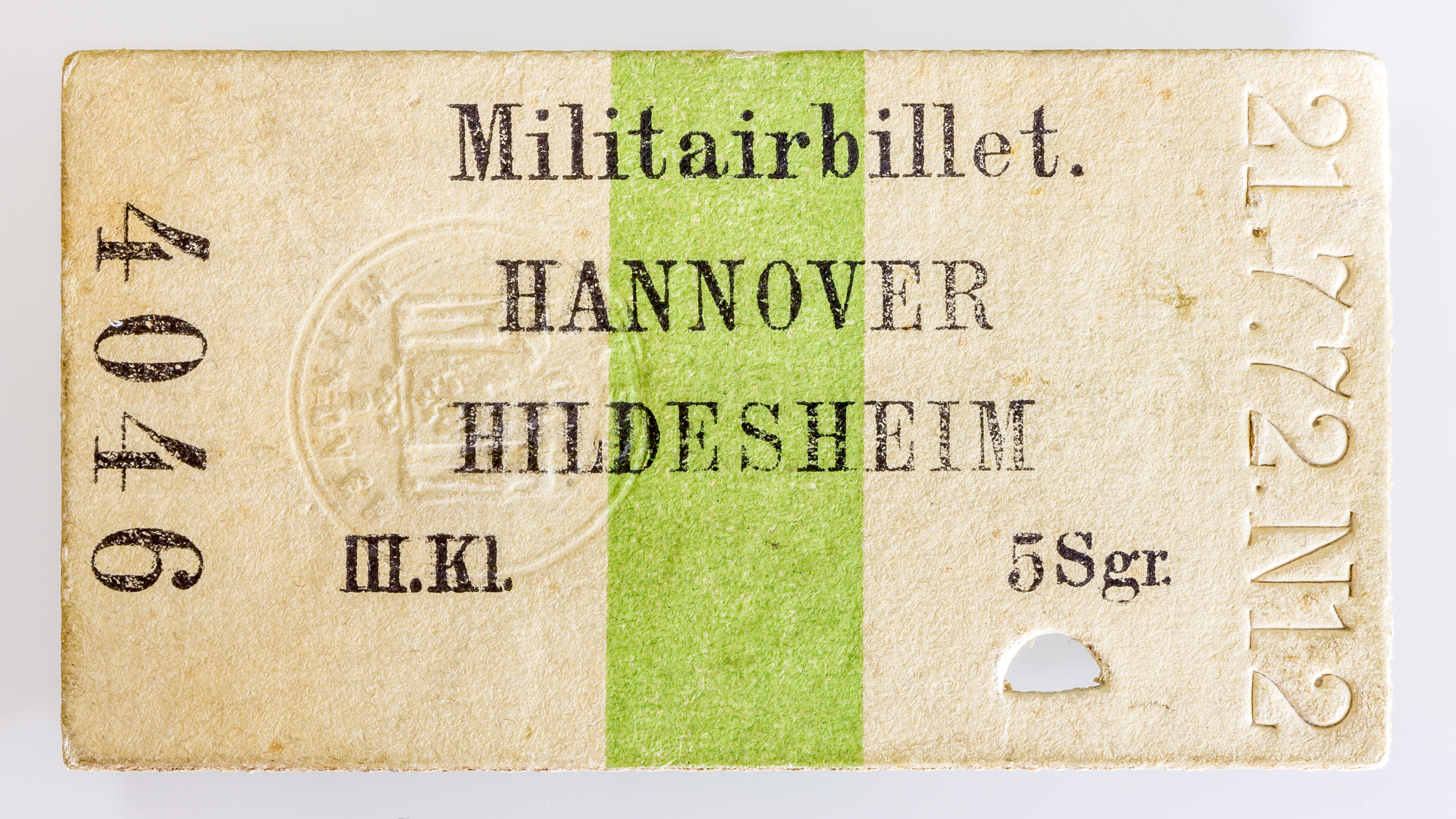
Militärfahrkarte 3. Klasse 1872 von Hannover nach Hildesheim zu reduziertem Tarif 5 Sgr., bereits in preußischer Währung.

Ab 15. Dezember 1866 wurde die bisherige Hannöversche Staatsbahn in die Preußischen Staatseisenbahnen eingegliedert und von der umbenannten, nun Preußischen Eisenbahndirektion Hannover verwaltet. Dies hatte auch zur Folge, dass zu den bisherigen drei Wagenklassen neu nach preußischem Vorbild eine 4. Wagenklasse eingeführt wurde, die ab 1. Januar 1868 im gesamten ehemals hannoverschen Bahnnetz galt (für Personenzüge 1. Klasse = 6 Groschen, 2. Klasse = 4,5 Groschen, 3. Klasse = 3 Groschen, aber 4. Klasse nur 1½ Groschen je Meile (7,419 km) als Tarif).